# 15014 Annagekker
15014 Annagekker è un asteroide della fascia principale. Scoperto nel 1998, presenta un'orbita caratterizzata da un semiasse maggiore pari a 2,2174314 au e da un'eccentricità di 0,1139820, inclinata di 3,58127° rispetto all'eclittica.
L'asteroide è dedicato alla studentessa statunitense Anna Gekker.